# 沙末·阿里·钱吉兹
夏希沙末·阿里·钱吉兹是一名巴基斯坦空军的中尉，曾参加1971年印巴战争。他是一名什叶派穆斯林，来自奎达哈扎拉人家庭。他是巴基斯坦空军第9战斗机中队的成员，也是为数不多的与F-104战斗机有关的空战伤亡人员。

## 相关战斗
F-104和米格-21之间的第一次直接空对空战斗发生在第三次印巴战争期间。钱吉兹从约旦空军手中租借了一架F-104战斗机，是第二个确认的F-104被击落者，当时他被印度空军29中队的米格-21FL击落。印度空军还声称，同一天又有两架巴基斯坦空军的战斗机被击落，其中一架是钱吉兹的副手、中队长拉昔·巴蒂驾驶的飞机；巴基斯坦空军则声称他返回时飞机没有遭到损坏。
1971年12月17日，钱吉兹在执行一次任务时，在他飞机的雷达上发现了两架向他飞来的米格-21FL。 他试图在两架米格之间操纵自己，以使用他的M61火神加农炮，因为巴基斯坦空军的喷气式飞机没有配备AIM-9响尾蛇导弹。当他逼近时，第二架米格发射了两枚K-13导弹，其中一枚击中了他。他未能弹射，印度飞行员目睹了他的坠毁。

## 荣誉
钱吉兹在第三次印巴战争期间一共击落了10架印军飞机，他在他的第11次战斗中被击落。由于他的英勇和牺牲，他被授予“勇气之火”勋章(Sitara-e-Jurat)，这是巴基斯坦第三高的军人荣誉。